# Ryszard Pasiewicz
Ryszard Pasiewicz (ur. 4 maja 1955 w Łodzi) – polski bokser, olimpijczyk.
Walczył w wadze średniej (do 75 kg). Wystąpił na Igrzyskach Olimpijskich w Montrealu w 1976, gdzie po wygraniu jednej walki dotarł do ćwierćfinału, w którym został pokonany przez późniejszego mistrza olimpijskiego Michaela Spinksa.
Startował w Spartakiadzie Gwardyjskiej, gdzie zajął 2. miejsce (w 1978) i dwa razy trzecie (w 1975 w wadze lekkośredniej i w 1977). Był wicemistrzem Polski (w 1976) i brązowym medalistą (w 1978). Zwyciężył w turniejach Złoty Pas Polusa (1974 w w. lekkośredniej) i Złota Łódka (w 1976).
Był znany z bardzo silnego ciosu. Walczył w barwach Gwardii Łódź. Po zakończeniu kariery pracował w milicji.